# ميلدريد كلاري
ميلدريد كلاري (بالفرنسية: Mildred Clary)‏ هي عازفة آلة وترية ‏ فرنسية، ولدت في 7 فبراير 1931 في باريس في فرنسا، وتوفيت في 18 نوفمبر 2010.

## وصلات خارجية
- ميلدريد كلاري على موقع IMDb (الإنجليزية)
- ميلدريد كلاري على موقع ميوزك برينز (الإنجليزية)
- ميلدريد كلاري على موقع ديسكوغز (الإنجليزية)